# Bivouac Pass
Bivouac Pass är ett bergspass i Antarktis. Det ligger i Västantarktis. Argentina, Chile och Storbritannien gör anspråk på området. Bivouac Pass ligger 290 meter över havet.
Terrängen runt Bivouac Pass är kuperad åt sydväst, men åt nordost är den platt. Havet är nära Bivouac Pass åt sydväst. Trakten är obefolkad. Det finns inga samhällen i närheten.